# Barcza Ferenc
Dr. vitéz nagyalásonyi Barcza Ferenc (Veszprém, 1887. február 18. –Budapest, 1983. április 11.), ügyvéd, közjegyző, hegymászó, BETE (Budapesti Egyetemi Turista Egyesület) tagja, választmányi tag 1910-ig, számvizsgáló bizottsági tag 1912-től.

## Családja
Az ősrégi dunántúli nagyalásonyi Barcza család sarja. Apja nagyalásonyi Barcza Kálmán (1850–1926), ügyvéd, anyja szápári Stinner Ilona (1861–1942). Az apai nagyszülei nagyalásonyi Barcza Károly (1790–1860), törvényszéki ülnök, kapolcsi földbirtokos és Tomaizer Anna voltak. Barcza Ferencnek 5 fiú- és 2 leánytestvére: Barcza István (1885–1967), vitéz Barcza Pál, Barcza Kálmán, vitéz Barcza Tibor, Barcza Gabriella (1884–1945), akinek a férje gyulai dr. Gyulay Elemér (1876–1928), egyetemi tanár, királyi törvényszéki orvos, a magyar királyi rendőrség boncoló orvosa, valamint Riedel Edéné Barcza Irma (†1941).

### Házasságai és leszármazottjai
Dr. Barcza Ferenc miskolci ügyvéd és az iglói lakó ágostai hitvallású dr. Schmidt Gizella (*1892. május 7.) 1918. augusztus 31-én házasságot kötöttek Budapesten a VIII. kerületben; Schmidt Gizella szülei Schmidt József és Scholtz Ilma Etelka voltak. Dr. Schmidt Gizella szintén BETE tag volt.  Barcza Ferenc és Schmidt Gisella frigyéből egy leánygyermek született: Barcza Piroska. Az első házassága hamarosan zátonyra futott és elvált nejétől. A második felesége a református nemesi származású adorjánházi Csomasz Irén Margit Mária (*Veszprém, 1898. február 22. – †2001.), akit 1927. augusztus 25-én vett el Budapesten. A menyasszonynak a szülei a református dr. adorjánházi Csomasz Béla (1865–1946), ügyvéd, veszprémi királyi törvényszéki aljegyző, a Veszprém vármegyei Függetlenségi és Negyvennyolcas Párt elnöke, és a római katolikus nemes Pap-Kovács Irén (1876–1939) asszony voltak. Az apai nagyszülei adorjánházi Csomasz Dénes (1837–1895), adóhivatali segéd, és Vargha Rozália (1844–1879) voltak. Az anyai nagyszülei nemes Pap Kovács Gyula (1847–1889) veszprémi járási szolgabíró, és karácson- és az egyházasfalvi Töttössy Irén voltak. A Pap másképp Kovács család 1681 június 19-én szerzett nemességet I. Lipót magyar királytól. Barcza Ferencné Csomasz Irén egyetlen leánytestvére vitéz boldogfai Farkas Sándorné adorjánházi Csomasz Katalin (1897–1964), a zalamegyei „Baross Női Tábor” elnök-asszonya, valamint a zalamegyei Országos Vöröskereszt Egyesület társelnöke is volt, akinek a férje vitéz boldogfai Farkas Sándor (1880–1946) császári és királyi ezredes, az Osztrák Császári Vaskorona-rend lovagja, 1935 és 1939 között Zala vármegye Vitézi Rend székkapitánya, a Zala megyei Országos Nemzetvédelmi bizottság parancsnoka. Barcza Ferenc és Csomasz Irén frigyéből két leánygyermek született: Barcza Judit és Barcza Irén.

## Életpályája
15 éves korában a rimaszombati főgimnáziumból a húsvéti szünetben nem haza, hanem Rozsnyóra utazott, és onnan gyalog Dobsinára. Amikor pedig továbbhaladva a poprádi fennsíkon át először pillantotta meg a Magas-Tátrát, az elragadtatás térdre kényszerítette. Ez volt az eljegyzése az alpinizmussal. Nevezetes óriási gyaloglását 17 éves korában hajtotta végre: Rimaszombatból a Mátrán át, Mohácson keresztül Pécsre, majd fel Balatonszentgyörgyön keresztül Pozsonyba.
Jogi tanulmányai ideje alatt lett a BETE (Budapesti Egyetemi Turista Egyesület) tagja, 1910-ben választmányi tagja, 1912-ben a számvizsgáló bizottsági tagja. Az akkori évkönyv híven tükrözi szép és nehéz útjait a Magas-Tátrában. Volt ebben egyedül bejárt rész, és olyan útszakaszok is, amelyet ő mászott meg elsőnek. Az I. világháborúban többször megsebesült. Majd – akkor már mint jónevű alpinista – a Magas-Tátrában a Poprádi-menedékházban táborozó honvéd sí- és hegymászó kiképzés Czant Hermann által megbízott parancsnoka. Az egykori fénykép tanúsága szerint az "alakulat" megjelölésére, a zubbony hatókájára vart havasi gyopár szolgált. 1947-ben hatvan éves korában a honi hatóságok érdeklődése elől – noha nem bántották, csak beszélgettek vele – Ausztriába, majd az USA-ba emigrált. Kezdetben mint fizikai munkás dolgozott, és amikor 1973-ban hazatért egy jólmenő magyar könyvkereskedést hagyott az utódjára. A Börzsönyben Szaffka Tihamérral éjszakai sízéseket végeztek. Verseket és elbeszéléseket írt, földrajzzal és történelemmel foglalkozott, amatőrként a csillagászat is érdekelte.

## Jelentősebb túrái
- Kis-Templom, ÉNy-i gerinc lemenetben, (Barcza F., Barcza I. és Jordán O., 1910. május 15.)
- Jég-völgyi-csúcs, Ny-i gerinc, (Barcza F., Barcza I. és Jordán O., 1910. május 16.)
- Sátán-csorba, Ny-ról a Malom-pataki-völgyből, (Barcza F., 1913. július 23.)